# Raúl Carrancá y Rivas
Raúl Camilo José Carrancá y Rivas (Ciudad de México, 6 de septiembre de 1930-Ciudad de México, 5 de julio de 2024), conocido como Raúl Carrancá y Rivas, fue un abogado y escritor mexicano.

## Datos biográficos
Hijo del jurista Raúl Carrancá y Trujillo y sobrino del abogado y escritor Camilo Carrancá, a la edad de veintiún años el aún estudiante de la carrera de Derecho empezó a dar clases de lengua y literatura españolas, así como de oratoria, en la Escuela Nacional Preparatoria, además de asistir a las aulas de la entonces llamada Escuela Nacional de Jurisprudencia, hoy Facultad de Derecho de la Universidad Nacional Autónoma de México.
Desde 1959 y hasta el presente, ha impartido cátedras de Derecho penal en la Facultad de Derecho de la UNAM en su sistema escolarizado a nivel licenciatura y posgrado. Fue director del Seminario de Derecho Penal de esta última institución.
En el sexenio del presidente Miguel de la Madrid Hurtado, siendo titular de la Procuraduría General de la República Sergio García Ramírez y titular de la Dirección General de Reclusorios y Centros de Readaptación Social del Departamento del Distrito Federal Héctor Aguirre Costilla, se montó, en Veracruz y en el Distrito Federal (el 2 de marzo de 1983, en el Teatro Benito Juárez del Registro Público de la Propiedad), con internos de los centros penitenciarios de estas ciudades (el papel protagónico en el Reclusorio Oriente, administrado por Juan Pablo de Tavira, y con la colaboración de Jorge Correa, lo desempeñó Gilberto Flores Alavez), la pieza teatral En carne viva, de un acto y dos escenas, de la autoría de Carrancá y Rivas (que fungía como asesor de la Dirección General de Reclusorios del Departamento del Distrito Federal) y contenida en su Derecho Penitenciario. Cárcel y penas en México, inaugurando en México la escenificación de obras teatrales por reclusos, a manera de catarsis como parte del proceso de readaptación social.
Es miembro de número de la Academia Mexicana de Ciencias Penales y miembro de la Asociación Internacional de Derecho Penal (Asociation Internationale de Droit Penal, fundada en 1924). En el Poder Judicial se desempeñó como Magistrado del Tribunal de lo Contencioso Electoral Federal, antecesor del actual Tribunal Electoral del Poder Judicial de la Federación. Dirigió la Revista Mexicana de Derecho Penal, así como el órgano de difusión de la Academia Mexicana de Ciencias Penales, Criminalia. También es miembro de Patronato de la Facultad de Derecho A.C., cuya Constitución se formalizó en acto protocolario de 11 de noviembre de 2020; integra el Grupo de Reflexión sobre la Reforma del Estado de Derecho en México, coordinado por The Aspen Institute México; es parte del Consejo Editorial de la Revista de la Facultad de Derecho de México; y miembro de la Revista Jurídica Nacional Prescriptia.
Por su actividad docente de sesenta años, en la Escuela Nacional Preparatoria y después en la Facultad de Derecho de la Universidad Nacional Autónoma de México, con "gran dedicación y haber realizado una obra de valía excepcional" (como lo establece literalmente el artículo 82 del Estatuto General de la UNAM) consistente en más de veinte obras relacionadas con temas jurídicos, y por su influencia en los planes de estudio de diversas Universidades que imparten la carrera de Derecho, el Consejo Universitario de la UNAM, en sesión ordinaria del 18 de agosto de 2016 y por unanimidad, aprobó su nombramiento como profesor emérito de la Facultad de Derecho.

## Obras
- El mundo al revés (cuentos), México, 1953.
- Homenaje a Mazatlán, México, 1956.
- La participación delictuosa (doctrina y ley penal), Stylo, México, 1957.
- La relación de causalidad en la acción y en la omisión penales, Revista Mexicana de Derecho Penal, México, 1965.
- Don Juan a la luz del Derecho Penal, Criminalia, México, 1969.
- La Universidad Mexicana, Fondo de Cultura Económica, México, 1969.
- "La Ley de Ejecución de Penas Privativas y Restrictivas de Libertad del Estado de México, de 20 de abril de 1966, y el Centro Penitenciario de dicho Estado" en La Ley de Ejecución de Penas del Estado de México, Ediciones del Gobierno del estado de México, Toluca, 1969.
- Código Penal Anotado, coautoría con el Doctor Raúl Carrancá y Rivas a partir de la 3a. edición, Porrúa, México, 1971.
- La readaptación social de los sentenciados, Ediciones de Cultura y Ciencia Política, México, 1971.

- La guerra y la paz, Ediciones de Cultura y Ciencia Política, México, 1971.
- Marcuse a la luz del Derecho Penal, Revista Mexicana de Derecho Penal, Cuarta Época, núm. 3, México, 1972.
- Derecho Penitenciario. Cárcel y penas en México, Porrúa, México, (tres ediciones de 1974 a 1981.)
- El drama penal, Porrúa, México (dos ediciones hacia 1982).
- El arte del Derecho. Magister Iuris, Porrúa México (dos ediciones hacia 1987.)
- Derecho Penal Mexicano. Parte General, coautoría con el Doctor Raúl Carrancá y Trujillo, a partir de la 11a. edición de la editorial Porrúa en 1976.
- El Derecho y la palabra (Ius Semper Loquitur), Porrúa, México, 1998.
- Derecho y libertad, Porrúa, México, 2003.
- Ley Federal Contra la Delincuencia Organizada Anotada, Porrúa/Facultad de Derecho de la UNAM, México, 2005.
- Filosofía del Derecho Penal. Introducción al Ius Puniendi, Porrúa, México, 2009.
- Reforma constitucional de 2008 en materia de Justicia Penal y Seguridad Pública. Variaciones críticas, Porrúa, México, 2010.
- Constitución y Patria en el Bicentenario de la Independencia y Centenario de la Revolución Mexicanas, Porrúa, México, 2011.
- Teoría de la culpabilidad, Porrúa, México, 2013.
- El Derecho, la vida y el hombre, Porrúa, México, 2015.
- Las palabras del amor en la máquina del tiempo (Deus ex machina), Editorial Flores, México, 2016.
- El hombre y la cárcel (el drama de Óscar Wilde), Editorial Flores, México, 2016.
- Cervantes, Wilde, Azorín. Tres escritores ante el Derecho Penal (en coautoría con el Dr. Miguel Polaino-Orts), Editorial Flores, México, 2017.
- Retórica Jurídica. La estructura del discurso jurídico, Porrúa, México, 2018.
- El binomio universitario (con prólogo del Rector de la UNAM, Dr. Enrique Luis Graue Wiechers),Porrúa, México, 2018.

## Reconocimientos y distinciones
Entre los reconocimientos y distinciones que ha recibido el Doctor Raúl Carrancá y Rivas a lo largo de su trayectoria, se pueden resaltar los siguientes:
- 1974. La Facultad de Derecho de la UNAM, al doctorarse, lo reconoció con la distinción Magna cum laude.
- 1995. Recibió la Medalla al mérito académico de la Asociación Autónoma del Personal Académico de la UNAM (AAPAUNAM).
- 1997 el entonces Departamento del Distrito Federal reconoció su trabajo en beneficio de la comunidad en el período 1994-1997 con un diploma y la medalla Reconocimiento Ciudad de México.
- 2003. La Fundación Tlacaélel del Estado de Morelos y la Universidad del Sol de Morelos reconocieron su trabajo como investigador, maestro, humanista, formador de educadores y profesores en niveles medios y superiores con la Presea Tlacaélel 2003 en la categoría "Desarrollo humanístico".
- 2004. La Asociación del Colegio de Profesores, el Colegio de Profesores de Derecho Penal, la Facultad de Derecho y la Universidad Nacional Autónoma de México, reconocieron sus cincuenta años de actividad docente en la Facultad de Derecho de esa institución, con medalla de oro y diploma.
- 2004. Recibió la presea Claustro, Arte y Derecho en libertad de la Universidad Autónoma del Estado de Morelos y Artistas del Mundo A. C.
- 2004. La Unidad Académica de Ciencias Jurídicas y Sociales y El Consejo Técnico Universitario de la Universidad Autónoma de Tamaulipas lo designaron Doctor Honoris Causa por sus aportaciones a la ciencia jurídico penal, por su obra jurídica de trascendencia nacional e internacional, por la influencia de sus ideas en la creación de la normatividad jurídico penal y por los años de formación de generaciones de reconocidos juristas.
- 2004. En reconocimiento a su desempeño académico, a su responsabilidad profesional y su aportación a la ciencia jurídica, el Consejo Técnico de la Facultad de Derecho de la UNAM le otorgó la Cátedra Extraordinaria Luis Garrido.
- 2005. Recibió el Premio Universidad Nacional de la UNAM en la categoría de Docencia en Ciencias Sociales.[10]
- 2008. El Club de Periodistas de México le concedió el Premio Nacional de Periodismo en la categoría Artículo de Fondo Análisis Jurídico en la columna "El Agua del Molino" publicada en El Sol de México de la Organización Editorial Mexicana.
- 2009. La Facultad de Derecho de la UNAM le otorgó reconocimiento por cincuenta y cinco años de servicio docente en la UNAM.
- 2009. Recibió el Reconocimiento a la trayectoria jurídica por el día del abogado, del Gobierno del Distrito Federal.
- 2010. Por sus méritos académicos y profesionales la Barra Nacional de Abogados A. C. y la Delegación Política Álvaro Obregón le otorgaron la Presea Vasco de Quiroga al mérito jurídico.
- 2010. La Universidad del Sol le otorgó el Doctorado Honoris Causa en Derecho y Humanismo, por sus contribuciones a la sociedad a través de la investigación, la calidad y los valores humanos.
- 2010. El Instituto Americano de Derecho Penal le impuso la Medalla al Mérito Académico Iustitia et Ius.
- 2014. La Facultad de Derecho de la UNAM y la AAPAUNAM reconocieron sus sesenta años de servicio en aquella institución.
- 2016. Recibió un reconocimiento por sus aportaciones a la profesión y las generaciones de juristas mexicanos por parte de la Barra Mexicana de Abogados, A. C.
- 2016. En sesión de agosto 18 el Consejo Universitario de la Universidad Nacional Autónoma de México lo designó, unánimemente, Maestro Emérito de la Facultad de Derecho de la UNAM.
- 2017. El periódico El Universal y la Fundación Ealy Ortiz A. C. le reconocieron con la presea Félix Fulgencio Palavicini, otorgada a "mujeres, hombres, instituciones y ciudadanos ejemplares, quienes a través de su quehacer en el ámbito de la cultura, el arte, la ciencia y la vida pública, han contribuido con su ejemplo y trayectoria, al engrandecimiento de los valores humanos, al bienestar de su comunidad y en especial a la juventud oradora de habla hispana."[11]
- 2019. En junio 28 la Barra Interamericana de Abogados, a través de la Facultad Interamericana de Litigación, lo reconoce con el doctorado honoris causa.